# Округ Гардн (Небраска)
Гардн (енгл. Garden County) је округ у америчкој савезној држави Небраска.

## Демографија
По попису из 2010. године број становника је 2.057, што је 235 (-10,3%) становника мање него 2000. године.
| Група             | 2000.         | 2010.         |
| Белци             | 2.230 (97,3%) | 1.942 (94,4%) |
| Афроамериканци    | 3 (0,1%)      | 4 (0,2%)      |
| Азијати           | 6 (0,3%)      | 0 (0,0%)      |
| Хиспаноамериканци | 33 (1,4%)     | 80 (3,9%)     |
| Укупно            | 2.292         | 2.057         |